# Purius superpulverea
Purius superpulverea är en fjärilsart som beskrevs av Dyar 1925. Purius superpulverea ingår i släktet Purius och familjen björnspinnare. Inga underarter finns listade.